# Metanoia. Part 1
«Metanoia. Part 1» (від грец. Переосмислення) — п'ятий студійний альбом українського гурту Друга Ріка, який вийшов 12 червня 2012 року на лейблі Lavina Music. На чотири композиції з альбому було знято відеокліпи.
Вперше за довгий час (з часів альбому «Я є») у репертуарі гурту з'явилася російськомовна пісня «Hello my friend», котра також була перекладена на англійську мову. Обидві версії увійшли на альбом.

## Про альбом
Робота над новим матеріалом продовжувалася два роки. Спочатку було випущено сингл «Ти зі мною (Я здаюсь!)», демозапис якої з'явився ще навесні 2010 року, коли музиканти записали «Hello my friend» на московській студії StarRecords. Пізніше, у квітні з'явилася у ротації нова композиція — «Незнайомка», відео на котру знімали у США (Каліфорнія). Запис альбому проходив у звичайному режимі, але поступово почалися внутрішні суперечки у групі (в мережі навіть з'явилися чутки про розпуск колективу  [Архівовано 26 грудня 2017 у Wayback Machine.]), котрі згодом були розвіяно самими музикантами.
Під час прем'єри нового синглу «Все мине (Пробач)» на радіостанції Наше Радіо у травні 2012 року, в інтерв'ю Валерій Харчишин розказав, що музиканти планують після першої частини альбому (котра згодом вийшла за місяць) випустити й другу — і має вона вийти восени 2012 року, але того не сталося [Архівовано 18 вересня 2016 у Wayback Machine.]. У 2013 році гурт розпочав роботу над наступним альбомом з робочою назвою «Metanoia. Part 2», але через те, що Віктор Скуратовський покинув гурт на початку 2014 року, музиканти змушені були передивитися назву альбому, а з ним і його концепцію.

## Відгуки
В цілому, альбом потримав схвалені відгуки. Багато слухачів відмітили те, що гурт змінимвся у кращу сторону  [Архівовано 14 липня 2014 у Wayback Machine.]:
|  | «Тільки любов». Після перших акордів сумніви щодо того, що «Друга ріка» стала іншою (ліричнішою, більш філософською, дорослішою) розвиваються повністю. Широкий і об'ємний звук, чарівна мелодія та гарний текст додають пісні фантастичний і легкий відтінок, на тлі якого будь-які зайві думки відходять вмить пропадають. |

|  | Пісню «Метро» взагалі можна назвати соціальною. Адже вона про те, що ми не самі в цьому світі, а усмішка може долати будь-які мури та негаразди. «Ти в метро не один, посміхнись тому, хто засмутивсь». |

## Композиції
| #  | Назва                                   | Автор слів  | Автор музики | Тривалість |
| -- | --------------------------------------- | ----------- | ------------ | ---------- |
| 1. | «Intro» (інструментальна композиція))   |             | Друга Ріка   | 2:03       |
| 2. | «Світ на різних берегах»                | В. Харчишин | Друга Ріка   | 4:04       |
| 3. | «Пробач (Все мине)»                     | В. Харчишин | Друга Ріка   | 3:33       |
| 4. | «Hello my friend»                       | В. Харчишин | Друга Ріка   | 4:02       |
| 5. | «Тільки любов»                          | В. Харчишин | Друга Ріка   | 3:26       |
| 6. | «Ти зі мною (Я здаюсь!)»                | В. Харчишин | Друга Ріка   | 3:52       |
| 7. | «Незнайомка»                            | В. Харчишин | Друга Ріка   | 3:55       |
| 8. | «Temademo» (інструментальна композиція) |             | Друга Ріка   | 4:02       |

| Бонус: | Бонус:                                                       | Бонус:                | Бонус:                    | Бонус:     |
| #      | Назва                                                        | Автор слів            | Автор музики              | Тривалість |
| ------ | ------------------------------------------------------------ | --------------------- | ------------------------- | ---------- |
| 9.     | «Hello my friend» (Англійська версія)                        | А.Голая               | Друга Ріка                | 4:02       |
| 10.    | «Метро»                                                      | В. Харчишин           | Друга Ріка                | 4:02       |
| 11.    | «Світ на різних берегах (Her şey yolunda)» (з Mor ve Ötesi)) | В. Харчишин / Х.Текін | Друга Ріка / Mor ve Ötesi | 3:48       |
| 40:51  |                                                              |                       |                           |            |

## Музиканти
Друга Ріка
- Валерій Харчишин — вокал
- Олександр Барановський — гітара
- Сергій Біліченко — гітара
- Віктор Скуратовський — бас-гітара
- Сергій Гера — клавішні
- Олексій Дорошенко — барабани

Запрошені музиканти
- Kievimpreza string quartet (Трек 4)
- Юрій Літун — гобой (Трек 4)
- Олександра Васильєва — аранжування струнних та гобоя (Трек 4)
- Олег Яншик — гітара (Трек 6)
- Керем Ез'єген — гітара (Трек 11)

## Чарти
Згідно джерел top40-charts.com та tophit.ua, протягом 2010—2012 років, до чартів потрапили чотири пісні з альбому: «Ти зі мною (Я здаюсь!)», «Незнайомка», «Пробач (Все мине)» та «Світ на різних берегах»:
| Композиція                                 | Ukraine Top 40 [Архівовано 20 січня 2018 у Wayback Machine.] | Top City & Country Radio Hits [Архівовано 27 березня 2019 у Wayback Machine.] | European Official Top 100 [Архівовано 20 січня 2018 у Wayback Machine.] |
| ------------------------------------------ | ------------------------------------------------------------ | ----------------------------------------------------------------------------- | ----------------------------------------------------------------------- |
| «Ти зі мною (Я здаюсь!)»                   | 12                                                           | -                                                                             | -                                                                       |
| «Незнайомка»                               | 15                                                           | 90                                                                            | -                                                                       |
| «Пробач (Все мине)»                        | 12                                                           | 68                                                                            | 100                                                                     |
| «Світ на різних берегах»                   | 18                                                           | -                                                                             | -                                                                       |
| «Світ на різних берегах (Her şey yolunda)» | 35                                                           | -                                                                             | -                                                                       |